# Reuil-en-Brie
Reuil-en-Brie és un municipi francès, situat al departament de Sena i Marne i a la regió de Illa de França. L'any 2007 tenia 865 habitants.
Forma part del cantó de La Ferté-sous-Jouarre, del districte de Meaux i de la Comunitat de comunes del Pays fertois.

## Demografia

### Població
El 2007 la població de fet de Reuil-en-Brie era de 865 persones. Hi havia 285 famílies, de les quals 60 eren unipersonals (20 homes vivint sols i 40 dones vivint soles), 64 parelles sense fills, 153 parelles amb fills i 8 famílies monoparentals amb fills.
La població ha evolucionat segons el següent gràfic:
Habitants censats

### Habitatges
El 2007 hi havia 333 habitatges, 295 eren l'habitatge principal de la família, 24 eren segones residències i 13 estaven desocupats. 313 eren cases i 20 eren apartaments. Dels 295 habitatges principals, 265 estaven ocupats pels seus propietaris, 23 estaven llogats i ocupats pels llogaters i 7 estaven cedits a títol gratuït; 3 tenien una cambra, 18 en tenien dues, 43 en tenien tres, 63 en tenien quatre i 168 en tenien cinc o més. 248 habitatges disposaven pel capbaix d'una plaça de pàrquing. A 116 habitatges hi havia un automòbil i a 155 n'hi havia dos o més.

### Piràmide de població
La piràmide de població per edats i sexe el 2009 era:
| Homes | Edats   | Dones |
| ----- | ------- | ----- |
| 0     | 95 o +  | 12    |
| 0     | 90 a 94 | 0     |
| 4     | 85 a 89 | 12    |
| 0     | 80 a 84 | 8     |
| 4     | 75 a 79 | 16    |
| 16    | 70 a 74 | 12    |
| 20    | 65 a 69 | 20    |
| 16    | 60 a 64 | 4     |
| 20    | 55 a 59 | 12    |
| 24    | 50 a 54 | 32    |
| 36    | 45 a 49 | 28    |
| 36    | 40 a 44 | 36    |
| 40    | 35 a 39 | 28    |
| 36    | 30 a 34 | 36    |
| 12    | 25 a 29 | 36    |
| 8     | 20 a 24 | 20    |
| 28    | 15 a 19 | 20    |
| 36    | 10 a 14 | 32    |
| 40    | 5 a 9   | 24    |
| 40    | 0 a 4   | 20    |

## Economia
El 2007 la població en edat de treballar era de 552 persones, 428 eren actives i 124 eren inactives. De les 428 persones actives 399 estaven ocupades (215 homes i 184 dones) i 29 estaven aturades (13 homes i 16 dones). De les 124 persones inactives 29 estaven jubilades, 55 estaven estudiant i 40 estaven classificades com a «altres inactius».

### Ingressos
El 2009 a Reuil-en-Brie hi havia 307 unitats fiscals que integraven 877,5 persones, la mediana anual d'ingressos fiscals per persona era de 20.758 €.

### Activitats econòmiques
Dels 21 establiments que hi havia el 2007, 1 era d'una empresa de fabricació d'altres productes industrials, 7 d'empreses de construcció, 4 d'empreses de comerç i reparació d'automòbils, 1 d'una empresa de transport, 1 d'una empresa d'hostatgeria i restauració, 1 d'una empresa immobiliària, 3 d'empreses de serveis, 1 d'una entitat de l'administració pública i 2 d'empreses classificades com a «altres activitats de serveis».
Dels 7 establiments de servei als particulars que hi havia el 2009, 1 era un paleta, 1 guixaire pintor, 2 fusteries, 1 lampisteria, 1 perruqueria i 1 agència immobiliària.

## Equipaments sanitaris i escolars
El 2009 hi havia una escola elemental integrada dins d'un grup escolar amb les comunes properes formant una escola dispersa.

## Poblacions més properes
El següent diagrama mostra les poblacions més properes.